# Thi chạy trạm
Thi chạy trạm hay Khám lâm sàng có cấu trúc khách quan (OSCE) là một hình thức thi cử thường được sử dụng trong các ngôi trường đào tạo ngành nghề sức khỏe. Bài thi được thiết kế để đánh giá năng lực thực hiện kỹ năng lâm sàng và kỹ năng khác như kỹ năng giao tiếp, khám lâm sàng, kê đơn,.... Đây là phương pháp thi yêu cầu thí sinh phải tiếp cận thực tế, học hỏi trên bệnh nhân thật giúp họ luôn phải tự nhắc mình học tập, tìm hiểu các yếu tố hình thành nên một y lệnh, tự mình nhận ra lỗi mắc phải trong việc xử lý thông tin từng trường hợp cụ thể và cung cấp một không gian mở để cải thiện việc ra quyết định, dựa trên thực tiễn và bằng chứng trên lâm sàng.

## Thiết kế bài thi chạy trạm
Thi chạy trạm là bài thi mà mỗi thí sinh có từ 5-15 phút thực hành trên bệnh nhân (bệnh nhân thật, diễn viên hay mô hình), và có một hoặc hai giám khảo chấm điểm. Mỗi trạm có một giám khảo khác nhau, trái ngược với phương pháp khám lâm sàng truyền thống (một thí sinh sẽ được chỉ định cho một giám định viên cho toàn bộ bài kiểm tra). Các ứng cử viên đi luân phiên qua các trạm để hoàn thành các yêu cầu của tất cả các trạm. Bằng cách này, tất cả các ứng cử viên đều đến các trạm giống nhau. Đây được coi là một cải tiến so với các phương pháp khám truyền thống vì các trạm có thể được tiêu chuẩn hóa cho phép so sánh ngang hàng công bằng hơn và không gây nguy hiểm cho sức khỏe bệnh nhân thật.

## Chuẩn bị bài thi
Chuẩn bị cho bài thi chạy trạm rất khác với chuẩn bị cho một kỳ thi về lý thuyết. Trong chạy trạm, các kỹ năng lâm sàng hay được yêu cầu hơn là kiến thức lý thuyết thuần túy. Điều quan trọng là phải học kỹ các kỹ năng lâm sàng chính xác, và sau đó thực hành lặp đi lặp lại cho đến khi nhuần nhuyễn các phương pháp đồng thời vẫn phải nắm được các lý thuyết cơ bản của những vấn đề liên quan đến kỹ năng lâm sàng được sử dụng. Điểm được trao cho mỗi bước trong phương pháp theo bảng kiểm. Cần phải phân tích kỹ năng thành các bước riêng lẻ, tìm hiểu các bước và sau đó học cách thực hiện các bước theo trình tự.
Hầu hết các bệnh viện và trường đại học đều có phòng thực hành kỹ năng lâm sàng (clinical skills lab), nơi sinh viên có cơ hội thực hành các kỹ năng lâm sàng như lấy máu hoặc vận động bệnh nhân trong một môi trường an toàn và được kiểm soát. Ngoài ra còn có các học viện tư nhân cung cấp phòng thực hành kỹ năng, ví dụ. OSCE Nurses của IELTS Medical. Nhiều sách giáo khoa có các bài thi OSCE mẫu và bảng kiểm, rất hữu ích khi học theo cách này. Học viên có thể có được cảm giác làm việc dưới áp lực thời gian khi thi thử.
Trong nhiều OSCE, các trạm được mở rộng bằng cách sử dụng diễn giải dữ liệu. Ví dụ, thí sinh được cung cấp tiền sử đau ngực ngắn gọn và sau đó làm điện tâm đồ. Bài thi cũng thường yêu cầu chẩn đoán phân biệt, đề xuất những cận lâm sàng mà học viên muốn thực hiện hoặc đề xuất một kế hoạch chăm sóc cho bệnh nhân.